# 藍博洲
藍博洲（1960年3月8日—），生於台灣苗栗縣西湖鄉，統派、台灣客家人，記者、報導文學作家及小說家、歷史學家。

## 人物简介
1983年藍博洲開始寫小說，1985年以短篇小說《喪逝》獲時報文學獎。
藍博洲曾任職於《南方雜誌》、《人間雜誌》、《自由時報》，及時報文化《台湾民众史》丛书特約主編、國立中央大學新銳文化工作坊主持教授、TVBS節目《台灣思想起》製作人、人間出版社社長等職、國立東華大學駐校作家。
2004年，藍博洲在苗栗縣參選第六屆立法委員，獲2千9百餘票，未能當選。
2005年，藍博洲由民主行動聯盟提名參選任務型國代；同年10月，應香港浸會大學國際作家工作坊邀請，擔任駐校作家。
2007年，在聯經出版雜誌書《思想》第5期《轉型正義與記憶政治》中，藍博洲以〈孤墳下的歷史：張志忠及其妻兒〉一文為無名英雄廣場「隱蔽戰線烈士」張志忠伸張正義。
藍博洲曾任夏潮聯合會會長、中國統一聯盟副主席、中华两岸和平发展联合会主席。
2013年2月28日，藍博洲在中國統一聯盟“二二八事件66周年座谈会”說，台湾人民在二二八事件中，要求的主轴是争取民主自治；之后被迫流亡的二二八事件斗士们在香港成立台湾民主自治同盟，并以杨逵为代表发表了《和平宣言》；《和平宣言》基本理念为台湾应在中国的主权下享有民主自治，这与二二八事件处理委员会的基本理念一致；中國統一聯盟每年紀念二二八事件，就是要延续二二八事件未完成的历史任务，体认历史教训并联系台湾未来出路所在，作为今后推动中国统一运动的思想功能。 
2017年2月23日，藍博洲在台灣民主自治同盟中央委員會「紀念台灣人民『二二八』起義70周年座談會」說，二二八事件歷史曾經在中國國民黨威權統治下長期是禁忌，1988年李登輝上任中華民國總統以後逐漸把二二八事件歷史竄改為台灣獨立運動史觀；民主進步黨永遠在消費二二八事件，中國國民黨永遠只有挨打的份；現在民主進步黨完全執政、中國國民黨短期內翻不了身，中國共產黨政權就回歸歷史、不再讓台獨勢力利用這段歷史。
2017年2月28日，藍博洲說，長期以來，二二八事件的歷史定性「被部分懷有分離意識的台灣人策略性將其扭曲」，他們只是把「台獨」的墓碑插在二二八事件與白色恐怖犧牲者的墓塚上以收割民眾的歷史悲情；而教育政策導致很多犧牲者的後人反而走上烈士的對立面，才是真正的時代悲歌；此刻已是台海兩岸「和平或戰爭」的關鍵時刻，有良知的歷史研究者更應還原歷史，讓更多民眾知道二二八事件的政治要求是「在中國的主權之下爭取台灣的民主、自治」。
2025年6月14日，蓝博洲在桃园举办《反殖民的左翼斗士》新书发布会，在采访中他说，现在台湾社会面临的很多问题都是历史长期被压制和扭曲而出现不明是非的乱象，所以需要把这些被颠倒扭曲的历史导正。尤其是青年一代台湾人，只要认识了台湾的真实历史，认识了日据时代以来台湾同胞爱国主义的光荣历史，就会知道台湾跟祖国大陆的命运是分不开的，从根本上影响他们的身份认同。

## 主要著作
- 《旅行者》，台北：爾雅出版社，1989。 [7]
- 《幌馬車之歌》，台北：時報文化，1991初版、2004增訂、2016第三版；簡體字版，北京：生活·讀書·新知三聯書店，2018。
- 《沉屍‧流亡‧二二八》，台北：時報文化，1991。
- 《日據時期台灣學生運動(1913～1945)》，台北：時報文化，1993。
- 《白色恐怖》，台北：揚智文化，1993。
- 《尋訪被湮滅的臺灣史與臺灣人》，台北：時報文化，1994。
- 《高雄縣二二八曁五〇年代白色恐怖民眾史》，高雄縣政府，1997。
- 《共產青年李登輝：二進二出共產黨第一手證言》，台北：紅岩出版社，2000。
- 《天未亮：追憶一九四九年四六事件（師院部分）》，台中：晨星出版，2000。
- 《消失在歷史迷霧中的作家身影》，台北：聯合文學，2001。
- 《台灣好女人》，台北：聯合文學，2001。
- 《麥浪歌詠隊：追憶一九四九年四六事件（台大部分）》，台中：晨星出版，2001。
- 《藤纏樹》，北縣：印刻出版，2002。
- 《紅色客家人》，台中：晨星出版，2003。
- 《紅色客家庄：大河底的政治風暴》，北縣：印刻出版，2004。
- 《一個青年小說家的誕生》，北縣：印刻出版，2004。
- 《消失的台灣醫界良心》，北縣：印刻出版，2005。
- 《宋非我》，台北：行政院文化建設委員會，2006。
- 《二二八野百合》，台北：愛鄉出版社，2007。
- 《青春戰鬥曲：二二八之後的台北學運》，台北：愛鄉出版社，2007。
- 《消逝在二二八迷霧中的王添燈》，北縣：印刻出版，2008。
- 《戰風車：一個作家的選戰記事》，北縣：印刻出版，2009。
- 《老紅帽》，台北：南方家園出版社，2010。
- 《尋找祖國三千里》，高雄：台灣人民出版社，2010；簡體字版，北京：新星出版社，2018。
- 《你是什麼派》，台北：南方家園出版社，2011。
- 《台共黨人的悲歌：張志忠、季澐與楊揚》，新北：印刻出版，2012；簡體字版，北京：中信出版社，2014。
- 《台北戀人》，新北：印刻出版，2014。
- 《台灣學運報告：1945-1949》，新北：印刻出版，2015。
- 《幌馬車之歌 續曲》，新北：印刻出版，2016；簡體字版，北京：生活·讀書·新知三聯書店，2018。
- 《春天：許金玉和辜金良的路》，新北：印刻出版，2017。
- 《尋魂》，新北：印刻出版，2018。
- 黃素貞、藍博洲：《革命時代的悲劇演員蕭道應》，台北：人間出版社，2019。
- 《尋找二二八失蹤的宋斐如》，新北：印刻出版，2020。
- 《愛情像滿天的流星雨》，新北：印刻出版，2022。

主編：
- 《台灣總督府警察沿革誌－台灣社會運動史》，台北，海峽學術出版社，2006。
- 《台灣民眾史》，台北，時報文化，1996。
- 《鍾浩東百年紀念專刊》，新北，國家人權博物館籌備處，2016。